# Supercoppa svizzera 2024 (pallavolo maschile)
La Supercoppa svizzera 2024, 26ª edizione della Supercoppa nazionale maschile di pallavolo, si è svolta il 19 ottobre 2024: al torneo hanno partecipato due squadre di club svizzeri e la vittoria finale è andata per la sesta volta all'Amriswil.

## Formula
La formula ha previsto una gara unica.

## Squadre partecipanti
| Squadra     | Qualificazione                       |
| ----------- | ------------------------------------ |
| Amriswil    | Vincitrice Coppa di Svizzera 2023-24 |
| Schönenwerd | Vincitrice Lega Nazionale A 2023-24  |

## Torneo
| 19 ottobre 2024 Mobiliar Arena, Muri bei Bern Durata: 1h:50 - Spettatori: 1 551 | Schönenwerd | 2 - 3 | Amriswil | 18-25, 18-25, 25-19, 25-21, 12-15 |